# 초코파이 정

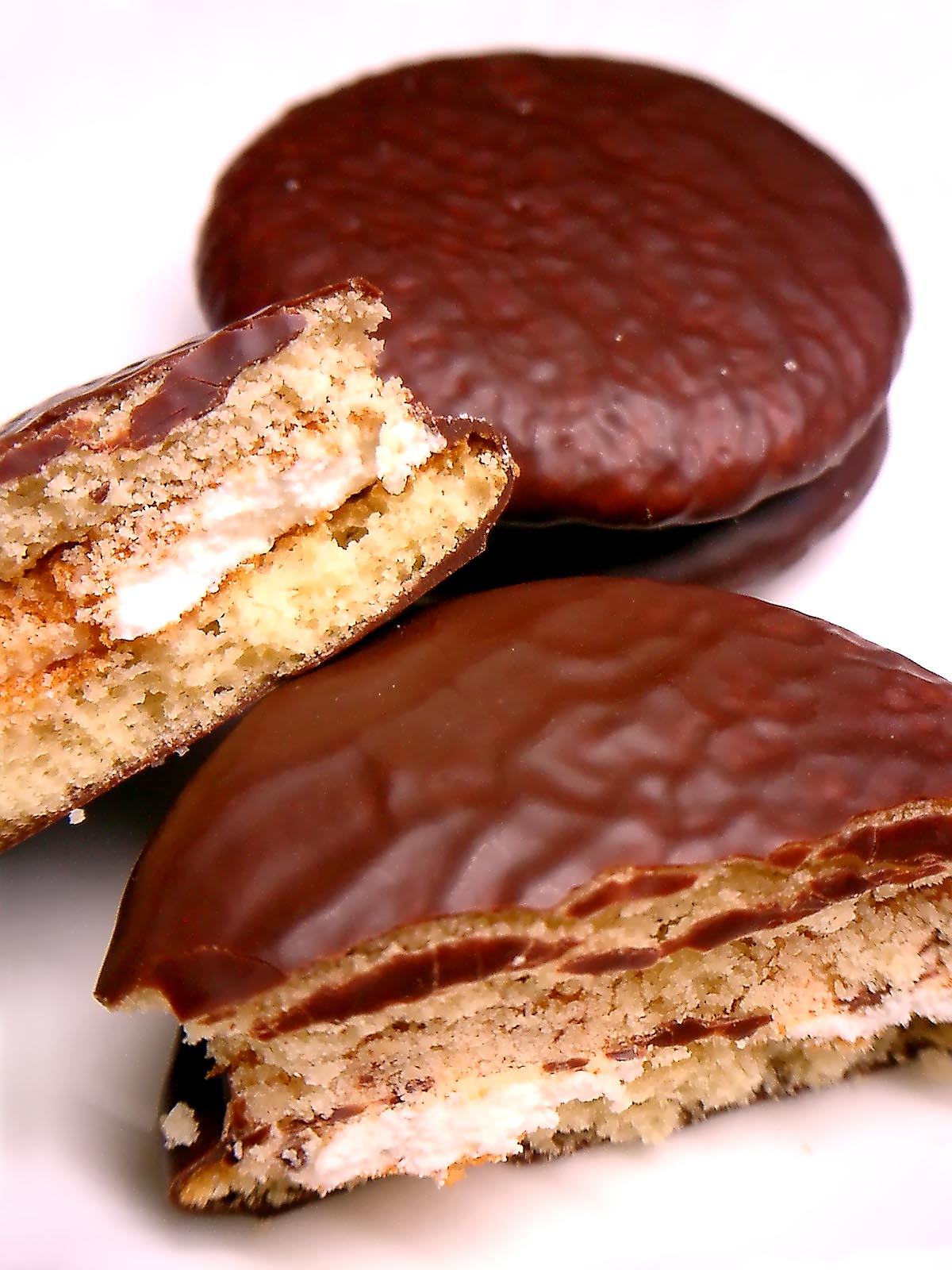
오리지널 초코파이의 모습.

초코파이 情(정) 은 오리온에서 판매하는 초코파이다.

## 역사
- 1974년, 오리온에서 대한민국 최초로 초코파이를 출시되었다.
- 1989년, "情"이라는 컨셉트를 도입되었다.
- 1995년 2월, 초코파이의 명칭이 "초코파이 情"으로 바뀌었다.
- 2016년 3월, "초코파이 情 바나나"가 출시되었다.
- 2016년 11월, "초코파이 情 말차라떼"가 출시되었다.
- 2017년 4월, "초코파이 情 딸기"가 출시되었다.
- 2017년 9월, "초코칩 초코파이 情"이 출시되었다.
- 2017년 12월, "초코파이 하우스"가 첫 오픈되었다.[1]

## BI 변천사
|                 |
| 1974년 ~ 1993년 |

|                 |
| 1979년 ~ 1989년 |

|                 |
| 1989년 ~ 1993년 |

|                 |
| 1996년 ~ 1999년 |

|                 |
| 1999년 ~ 2006년 |

|                 |
| 2006년 ~ 2012년 |

|               |
| 2012년 ~ 현재 |

## 제품
- 오리지널
- 바나나

## 단종 제품
- 민트초코
- 수박

## 같이 보기
- 초코파이
- 오리온
- 과자
- 파이
- 초콜릿